# Silnice III/35116

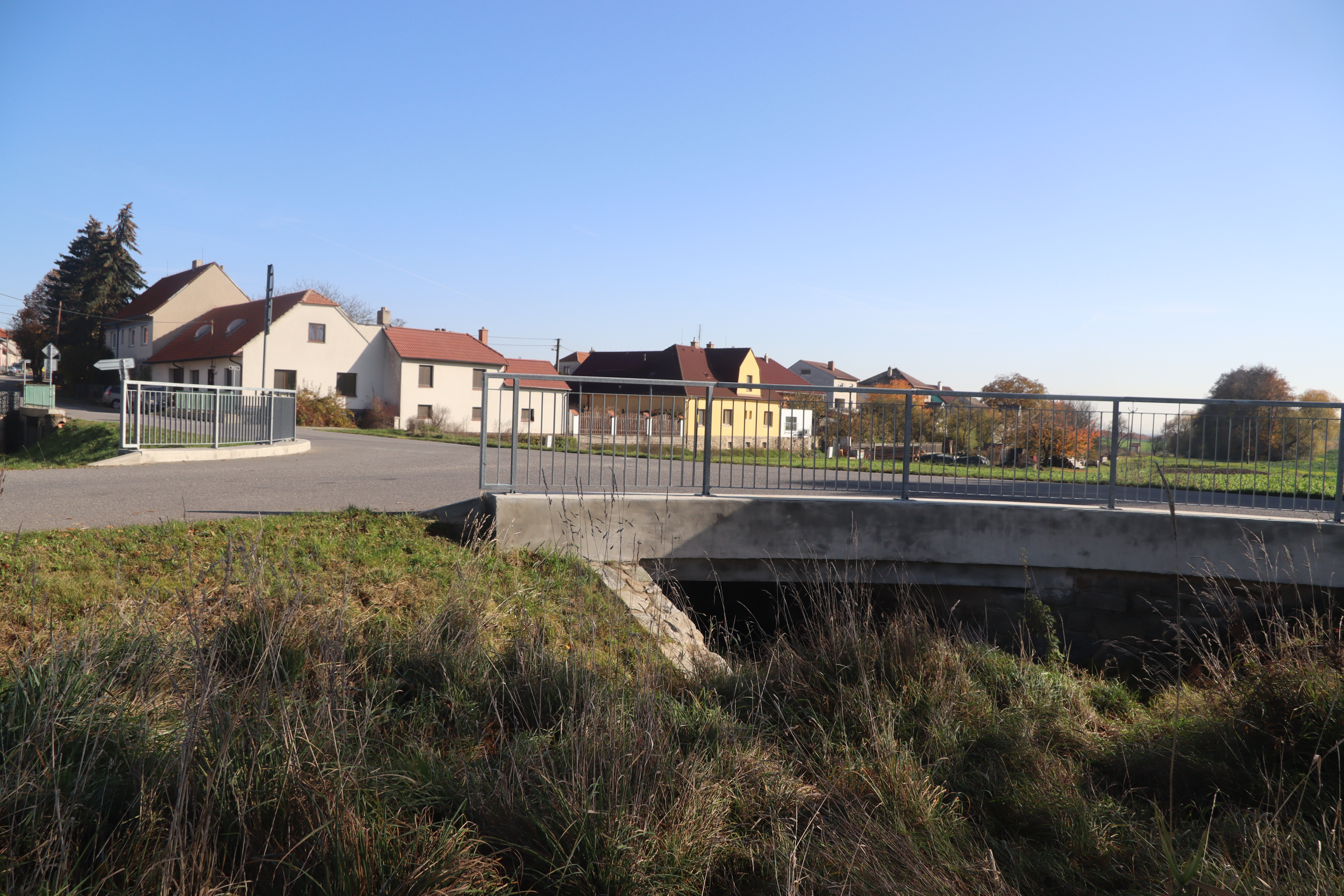
Most přes Okřešický potok u Budíkovic

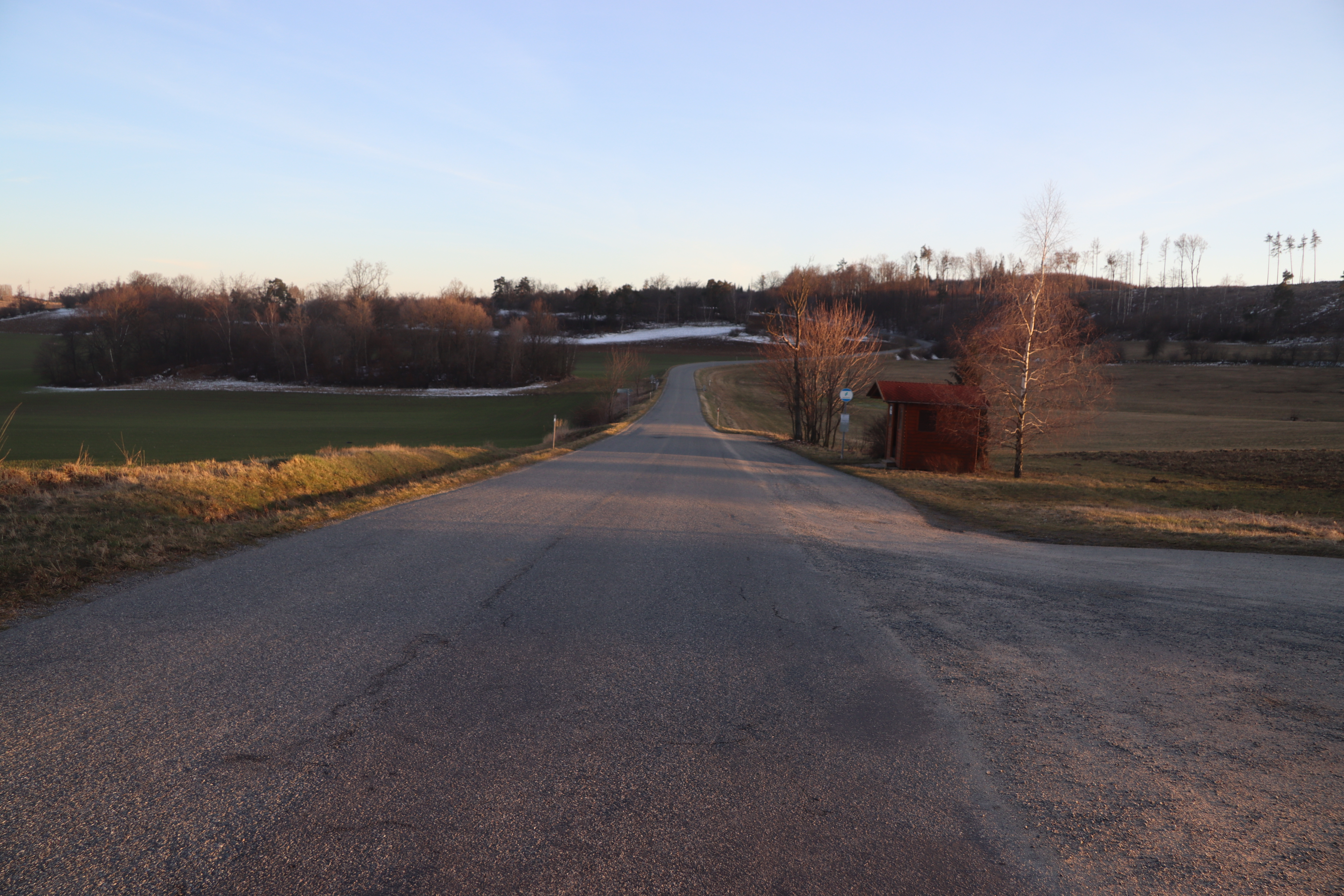
Křižovatka se silnicí III/35117 u Věstoňovic

Silnice III/35116 je silnice III. třídy v kraji Vysočina v okrese Třebíč. Spojuje silnice II/349 a I/351. Je dlouhá 13,4 km.

## Průběh
Silnice začíná v Třebíči v Podklášteří na křižovatce ulic Račerovická, U Kuchyňky, 9. května a U Obůrky, vychází se silnice I/351. Pokračuje na severovýchod, kolem rybníka Kuchyňka jako ulice U Kuchyňky. Název ulice se mění na křižovatce místních silnic na Táborská a silnice III/35116 se dostává do Týna, kde se nachází kruhový objezd. Z něj na sever vystupuje silnice III/36061, která pokračuje jako ulice Táborská, a na severozápad silnice III/35116 pokračuje jako ulice Budíkovická. U Týnského rybníka silnice opouští Třebíč a pokračuje na sever.
U Budíkovic se směr silnice mění na severovýchodní. Před Budíkovicemi překonává silnice Okřešický potok a nachází se zde křižovatka se silnicí III/35112. Prochází Budíkovicemi, zatáčí na sever, překonává potok Lubí a zde se nachází její křižovatka se silnicí III/36060. Od křižovatky pokračuje na severozápad a postupně se na úseku dlouhém 3 km mění směr na téměř severní. V tomto úseku překonává silnice les u kopce Jelení hlava (617 m n. m.). Nedaleko se nachází křižovatka s krátkou silnicí III/35117, která jako slepá komunikace (navazují na ni pouze polní a lesní cesty) vede do Věstoňovic. Poté silnice překonává Klapovský potok. Těsně před Beneticemi se nachází křižovatka se silnicí III/36059, těsně za Beneticemi se poté nachází křižovatka se silnicí III/34913 a téměř ihned poté následuje křižovatka se silnicí III/34912. Za touto křižovatkou silnice III/35116 ostře mění směr na severovýchodní (v místě této změny je nejvyšší místo na této silnici). Poté následuje křižovatka se silnicí III/36057. Následně silnice III/35116 končí na křižovatce se silnicí II/349.

## Opravy
V roce 2015 byla silnice úplně uzavřena, vzhledem k její opravě pomocí ACO 11+ asfaltobetonu, opravě propustků a zpevnění krajnic. V roce 2018 byla pod silnicí opravena kanalizace. V témže roce byl průtah Budíkovicemi recyklován za studena. V roce 2021 byla opravena část ulice Táborská patřící pod silnici III/35116. V roce 2023 byly v Třebíči na křižovatku silnice III/35116 a silnice I/351 instalovány semafory.